# Avversità della vite
Elenco di avversità di Vitis vinifera L.

## Insetti

### Coleotteri
- Altica - gli adulti e le larve di Altica lythri ssp. ampelophaga si nutrono delle foglie
- Anomala - il genere Anomala vitis  provoca erosioni dei tessuti internervali delle foglie
- Bostrico - Sinoxylon perforans: a primavera gli adulti forano le gemme per cibarsene. Le femmine scavano gallerie anellari per la riproduzione; le larve invece ne fanno di parallele all'asse del tralcio; gli adulti ancora ne fanno per nutrirsi. Infine ricavano anche cunicoli in cui svernare.
- Bostrico della vite - le larve e gli adulti di Sinoxylon sex-dentatum scavano gallerie dirette in tutti i sensi interessando l'intero spessore dei rametti che possono facilmente spezzarsi.
- Gramignuolo - le larve di Cebrio gigas  si nutrono dell'apparato radicale distruggendolo in breve tempo
- Oziorinco - gli adulti di Otiorhynchus sulcatus erodono i germogli, le foglie e le radici; le larve si nutrono delle radici
- Rizotropo - le larve di Amphimallon solstitiale erodono le radici
- Scarabeo - le larve di Phyllognathus silenus si nutrono dell'apparato radicale delle piantine da poco messe a dimora
- Scrivano - gli adulti di Bromius obscurus si nutrono delle foglie provocando erosioni irregolari e tortuose; attaccano anche gemme e germogli provocandone il disseccamento; le larve si nutrono delle giovani radici
- Sigaraio - le femmine di Byctiscus betulae  formano con le foglie arrotolate dei nidi a forma di 'sigaro', in cui depongono le uova, le larve si nutrono dei tessuti fogliari che formano la parte interna del nido

### Rincoti
- Vari Cercopoidei risultano vettori della Xylella fastidiosa che causa la malattia di Pierce.
- Cicadella bufalo - il rincote Stictocephala bisonia causa danni alla vite grazie alle sue punture di nutrizione che provocano deformazioni, accartocciamenti e ingiallimenti su tralci, foglie, piccioli e rachide del grappolo. L'attacco può essere problematico sulle giovani piantine dei vivai.
- Cicalina -  gli adulti di Empoasca vitis con le loro punture causano l'arresto della maturazione dell'uva e una scarsa lignificazione dei tralci.
- Cicalina gialla della vite Zygina rhamni: specie meno mobile e dannosa rispetto all'Empoasca vitis. Agisce intorno alla metà di maggio; compie 2-3 generazioni annue. Si nutre di cellule del parenchima fogliare, pertanto l'area colpita scolorisce: ciò determina una minore superficie per la fotosintesi e di conseguenza una maturazione più stentata.
- Cicalina del Legno nero lo Hyalesthes obsoletus è vettore del citato fitoplasma; lo Scaphoideus titanus invece è il vettore della flavescenza dorata, altra patologia provocata da fitoplasma.
- Cocciniglia bianca - adulti e neanidi di Diaspis pentagona  si sviluppano sulle parti epigee della pianta nutrendosi della linfa, formano sui tralci legnosi dense croste di follicoli pluristratificati
- Cocciniglia cotonosa - adulti e larve di Planococcus citri  colpiscono tutti gli organi erbacei e legnosi, causando anche danni indiretti sui grappoli, in quanto gli escrementi favoriscono lo sviluppo di fumaggine
- Cocciniglia farinosa della vite Planococcus ficus: gli esemplari di questa specie tendono a concentrarsi in gruppi numerosi.
- Heliococcus bohemicus: morfologicamente somiglia al Planococcus ficus, ma se ne differenzia in quanto, diversamente dall'altro, si disperde sulla vegetazione circostante.
- Cocciniglia gobbo-striata Parthenolecanium corni: infesta tralci rachide dei grappoli e pagina inferiore delle foglie. Di solito compie una generazione, talvolta due.
- Cocciniglia nera - adulti e neanidi di Targionia vitis  invadono il tronco e i tralci ricoprendoli quasi totalmente e insinuandosi nelle screpolature della corteccia
- Cocciniglia a virgola - adulti e neanidi di Mytilococcus ulmi  attaccano i giovani tralci e le foglie.

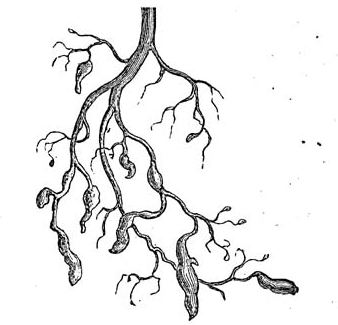
Deformazioni prodotte sulle radici della vite da Daktulosphaira vitifoliae

- Fillossera o Viteus vitifoliae - le femmine di Daktulosphaira vitifoliae nate in primavera da un uovo ibernante, provocano sulle foglie una galla che sporge nella pagina inferiore in cui depone le uova, da cui nascono le neogallecole-gallecole che invadono la parte epigea della pianta provocando la formazione di numerose galle, in cui depongono a loro volta le uova, da cui nascono soprattutto a fine estate nuovi individui chiamati neogallecole-radicicole che si calano nel terreno invadendo le giovani radici provocandovi numerose nodosità, in prossimità dell'autunno le forme radicali depongono delle uova che danno origine alle sessupare alate che sciamano e sono in grado di deporre uova da cui nascono individui maschi o femmine che accoppiandosi danno vita all'uovo che iberna, da cui in primavera nascerà la femmina fondatrice. Questo ciclo è completo solo sui vitigni americani mentre sulla vite europea manca la fase epigea e si sviluppano solo le forme radicicole che ibernano sulle radici.
- Metcalfa - La Metcalfa pruinosa è un insetto polifago in grado di colonizzare svariate specie. Su vite attacca la pagina inferiore delle foglie, i tralci, i germogli e i grappoli, ricoprendoli con una secrezione zuccherina sulla quale si sviluppano fumaggini che ostacolano la fotosintesi e danneggiano lo sviluppo e la produzione della pianta.
- Pulvinaria - le larve di Pulvinaria vitis L., invadono foglie e giovani rametti, mentre gli adulti invadono i tralci più grossi

### Lepidotteri

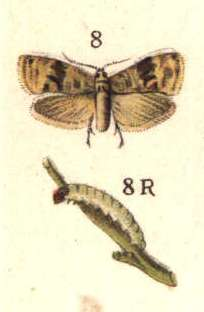
Tignola della vite
Eupoecilia ambiguella

- Eulia - le larve di prima generazione di Argyrotaenia pulchellana danneggiano i fiori, mentre quelle di seconda generazione gli acini, provocando oltre al danno indiretto anche un maggior rischio di attacchi di Botrite
- Minatrici - 
  - Le larve giallicce di Holocacista rivillei  vivono nel parenchima fogliare scavando gallerie sempre più grandi fino a formare una grande camera, dove si incrisalida.
  - Antispila oinophylla
- Rodilegno rosso - le larve di colore rosso-vinoso di Cossus cossus  provocano numerose gallerie sotto la corteccia che finiscono per congiungersi formando ampie camere che raggiungono il cilindro centrale
- Tignole - le larve di Polychrosis botrana  e Eupoecilia ambiguella  colpiscono il grappolo in tutte le fasi di maturazione, provocando il disseccamento dei fiori e erodendo gli acini, distruggendo i grappoli.
- Tignoletta dell'uva/della vite Lobesia botrana

tignola rigata della vite cryptoblabes gnidiella
Attacca gli acini del uva da vino è da tavola 
- Tortrice - le verdi larve di Sparganothis pilleriana  si nutrono delle foglie, delle gemme, dei fiori e dei germogli, avvolgendoli con fili sericei
- Zigena - Gli attacchi di Theresimima ampelophaga sono saltuari ma possono causare perdite di produzione del 30%. Le larve, attaccano le gemme in schiusura, i germogli e le foglie.

Vari nottuidi tra cui spiccano: 
- Bombice dispari - le larve di Lymantria dispar  si nutrono del lembo fogliare.
- Noctua fimbriata e Noctua pronuba: Pur essendo specie distinte agiscono e causano danni simili. Attive con la ripresa vegetativa. Le larve al dì stanno sui ceppi del tronco per poi risalire nottetempo: si nutrono svuotando solitamente le gemme, ma a volte anche germogli e grappolini in formazione.
- Sfinge della vite Deilephila elpenor

### Ditteri
Cecidomia - le larve di Dichelomyia oenophila  causano galle fogliari di colore rosso, di aspetto convesso su entrambe le pagine fogliari, con il lato inferiore peloso e forato, un'attenta osservazione delle galle evita di confonderle con quelle di Fillossera

### Tisanotteri
Tripide della vite - il tripide Drepanothrips reuteri attacca la vegetazione giovane, poco dopo l'apertura delle gemme, causando ritardi nel germogliamento della vite. È possibile notare striature e tacche necrotiche lungo le nervature e alla base dei germogli.

## Acari
- Eriofide dell'erinosi - l'attacco di Eriophyes (=Colomerus) vitis provoca sulle foglie bollosità sporgenti sulla pagina superiore a cui corrisponde una fitta peluria sulla pagina inferiore, dove si nasconde l'acaro; l'attacco ai grappoli causa la caduta degli acini
- Eriofide dell'acariosi - l'acaro eriofide Calepitrimerus (=Phillocoptes) vitis causa deformazioni, accorciamento degli internodi e decolorazione delle foglie in estate. Dalla fine di luglio le foglie assumono una colorazione rugginosa o bruna-nerastra
- Ragnetto giallo - l'attacco di Eotetranychus carpini f. vitis provoca la morte dei coni gemmari, la frastagliatura delle foglie, l'accorciamento degli internodi, l'ingiallimento e arrossamento internervale e seccume delle foglie
- Ragnetto rosso dei fruttiferi - Le viti colpite da Panonychus ulmi nelle prime fasi vegetative, presentano germogli privi delle foglie basali, deformazioni della lamina fogliare, aree necrotiche sugli internodi. In estate le foglie colpite sono dapprima plumbee, poi giallastre o rossastre.

## Nematodi
- Anguillula radicicola - l'attacco di Meloidogyne sp., causa numerosi ingrossamenti sul fittone e le radici secondarie, dalle galle originarie, che vanno da dimensioni di pochi mm a circa 1 cm, il parassita si diffonde internamente attraverso i vasi, o attraverso il terreno infettando altre piante

## Funghi

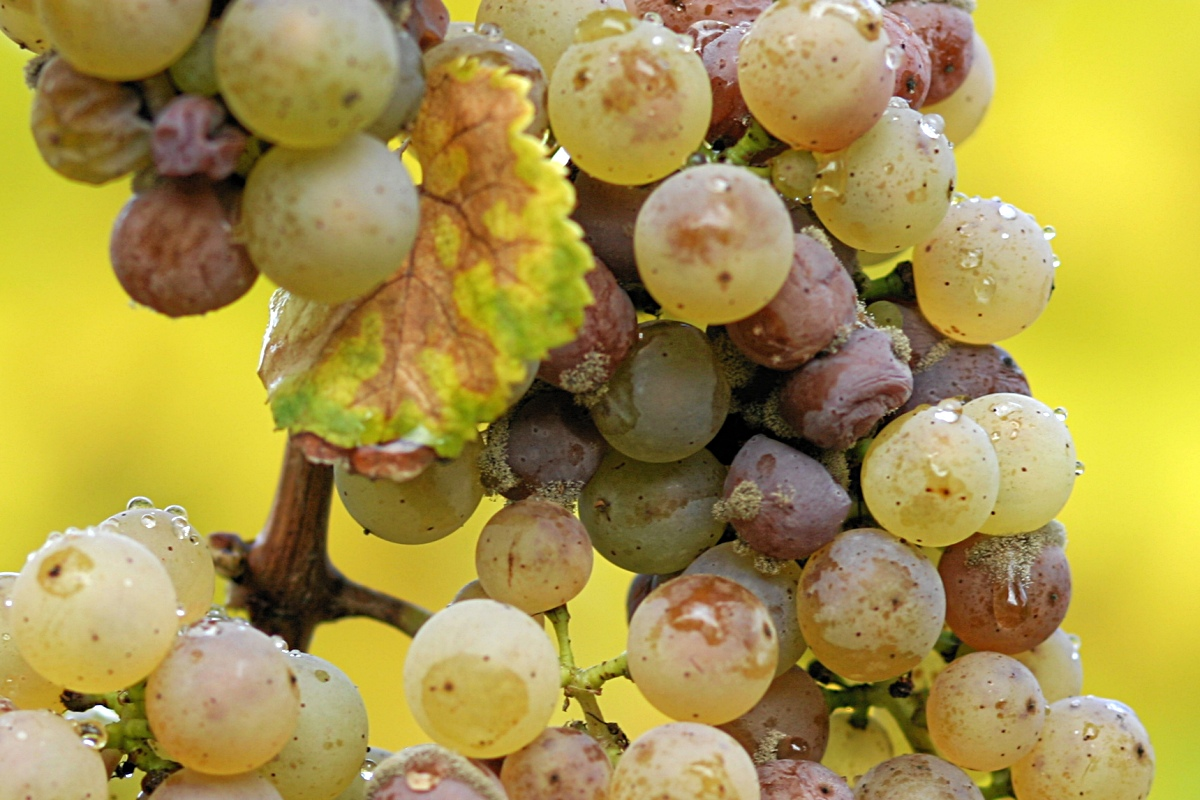
Botrytis cinerea su grappolo di uva riesling

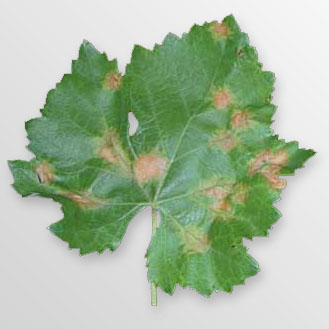
Plasmopara viticola su foglia di vite

- Antracnosi - l'attacco di Gloeosporium ampelophagum o (Sphaceloma ampelinum) colpisce le foglie determinando piccole aree secche isolato o confluenti bordate di nero-violaceo; i tralci colpiti presentano tacche circolari depresse, di colore brunastro e consistenza cuoiosa; gli acini infettati si spaccano facilmente favorendo la proliferazione di 'muffa grigia'
- Eutipiosi - le piante attaccate da Eutypa lata presentano germogli deboli, internodi corti, fogli piccole, deformi, clorotiche, con necrosi ai margini. L'infezione peggiora di anno in anno fino a causare la morte della pianta dopo 3-4 anni.
- Escoriosi - i giovani tralci colpiti da Phomopsis viticola, presentano lesioni e fessurazioni, anche profonde; altro sintomo caratteristico è l'imbianchimento in corrispondenza delle zone colpite. Tali sintomi si manifestano soprattutto d'inverno
- Mal dell'esca - l'attacco di Stereum hirsutum, Phellinus igniarius e altri agenti fungini causa la morte più o meno repentina dell'intera pianta, alterando i tessuti legnosi ad esclusione dello strato esterno
- Marciume acido - prende il nome dall'odore di aceto emanato dai grappoli colpiti. Questa malattia è provocata da un'azione congiunta di varie specie di lieviti, che attaccano gli acini, provocandone il disfacimento.
- Marciume nero - tutti gli organi erbacei della vite possono essere attaccati da Guignardia bidwellii, con presenza di tacche necrotiche su foglie, tralci, germogli e piccioli fogliari. Gli acini colpiti appassiscono ed imbruniscono, fino ad assumere un colore nero brillante
- Marciume radicale - si manifesta con indebolimento generale della pianta, appassimento delle foglie, crescita della vegetazione ridotta. È causato da Armillaria mellea e Rosellinia necatrix
- Muffa grigia - l'attacco di Botrytis cinerea  è limitato al grappolo, ed è favorito dalle lesioni presenti sugli acini, che assumono una colorazione marrone ricoprendosi di una patina feltrosa di colore grigiastro
- Oidio - sulle foglie attaccate da Uncinula necator  si possono osservare zone sfumate decolorate ricoperte da una efflorescenza biancastra, gli acini colpiti presentano lesioni reticolate nella buccia e nella polpa
- Peronospora - le foglie attaccate da Plasmopara viticola  presentano in un primo momento delle macchie traslucide, dette macchie d'olio  ricoperte sulla pagina inferiore da abbondante muffa di colore biancastro, successivamente disseccano; i giovani tralci erbacei colpiti assumono consistenza molliccia e successivamente la necrosi dei tessuti; i grappoli attaccati in qualunque fase della fioritura, disseccano in tutto o in parte
- Carie bianca della vite - causata dal fungo Pilidiella diplodiella, si sviluppa in seguito a grandinate e si manifesta con danni ai grappoli che si ricoprono di pustole biancastre. Gli acini così colpiti cadono a terra.

## Batteri
- Malattia di Pierce - causata dal batterio Xylella fastidiosa, spesso ospite di vari cercopoidei (Aphrophoridae, Clastopteridae, Cercopidae).
- Mal nero - causato da Xylophilus ampelinus, interessa tutti gli organi aerei. Dalla ripresa vegetativa si osservano disseccamenti di gemme e germogli; in estate i tralci dell'anno presentano lesioni cancerose mentre sulle foglie sono visibili maculature che evolvono poi in aree necrotiche
- Rogna - il fusto e i rami colpiti da Agrobacterium tumefaciens presentano ampi tumori che fuoriescono dal ritidoma, l'infezione è favorita da ferite occasionali (per agenti atmosferici) o provocate da interventi di potatura

## Fitoplasmi
- Flavescenza dorata e Legno nero sono fitoplasmosi che colpiscono la pianta con sintomi un po' diversi ma effetti alquanto simili.

## Virus
- Arricciamento - insieme di ceppi virali diversi, con attacchi contemporanei o sequenziali con specifica sintomatologia:
  - Arricciamento vero e proprio -  l'infezione provoca un aspetto cespuglioso delle piante, accorciamento degli internodi, che assumono un andamento a zig-zag con nodi spessi e biforcati; le foglie assumono un aspetto prezzemolato e asimmetrico, con riduzione della superficie e presenza di cordoni endocellulari nel floema e nello xilema, i grappoli colpiti hanno una scarsa allegagione, acinellatura e irregolare maturazione degli acini
  - Mosaico giallo - le foglie colpite presentano sul lembo e le piccole nervature, macchie variamente estese di colore giallino successivamente brunastro, con caduta anticipata,  i grappoli colpiti rimangono piccoli e danno una produzione scarsa
  - Scolorazione perinervale - si presenta con bande clorotiche ai lati delle nervature, i grappoli colpiti rimangono piccoli e danno una produzione scarsa, la diffusione del virus è favorita da materiale di moltiplicazione infetto e da nematodi del genere  Xiphinema (Xiphinema americanum, Xiphinema index)
- Accartocciamento - le foglie colpite, manifestano d'estate, l'accartocciamento del bordo verso il basso e una consistenza pergamenacea, assumendo una colorazione rossastra o clorotica; le piante colpite ritardano la maturazione degli acini, con scarsa invaiatura delle uve rosse
- Suberosi corticale -  provoca l'inspessimento e la spugnosità della corteccia, con fessurazioni longitudinali e irregolare lignificazione dei tralci
- Legno riccio - l'infezione provoca l'ispessimento della corteccia con scanalature superficiali del cilindro legnoso, dove si formano protuberanze costolute e crestiformi, le piante colpite hanno vegetazione stentata, e muoiono dopo poche stagioni

## Colpo di sole
L'irradiazione solare eccessiva provoca la comparsa di macchie brunastre sugli acini, che presentano la buccia raggrinzita e con vistose spaccature

## Danni da freddo
L'abbassamento drastico delle temperature provoca la necrosi delle gemme, il rammollimento dei germogli e necrosi parziale o totale dei tralci